# Borís Godunov
Para la ópera, véase Borís Godunov (ópera).
Para la película, véase Boris Godunov (película).
Borís Fiódorovich Godunov (ruso: Борис Фёдорович Годунов) (c. 1551-13 de abril de 1605) fue regente de facto del Zarato ruso desde 1584 a 1598 y luego se convirtió en el primer zar no perteneciente a la dinastía Riúrik, ejerciendo el poder como tal desde 1598 a 1605.

## Primeros años
Borís fue el miembro más famoso de una antigua —y ahora extinta— familia rusa de origen tártaro, que había emigrado desde la Horda de Oro a Kostromá a principios del siglo XIV. 
La carrera de servicios de Borís comenzó en la corte de Iván el Terrible. Es mencionado en 1570 por haber tomado parte en la campaña de Serpeisk como arquero de la guardia. 
Al año siguiente, 1571, se convirtió en miembro de la temida Opríchnina y consolidó su posición en la corte mediante su matrimonio con María, la hija del favorito de Iván IV, el temido Maliuta Skurátov.
En 1580 el zar eligió a Irina Fiódorovna, la hermana de Borís, para ser la esposa de su hijo, el zarévich Teodoro de 14 años de edad, momento en el cual Borís fue elevado al rango de boyardo. 
En su lecho de muerte Iván designó un Consejo formado por Borís Godunov, Fiódor Nikítich Románov, y Vasili Shúiski junto con otros Románov, como guardas y consejeros de su hijo y sucesor, Teodoro I, quien a pesar de sus 27 años, no era muy inteligente y sumamente enfermizo. «Él se refugiaba en la religión para protegerse de los peligros palaciegos; y a pesar de que su pueblo lo llamaba santo, a la vez reconocían que no tenía el temple necesario para gobernar a su pueblo».
Al fallecer Iván IV, también dejó otro hijo de tres años de edad Dmitri Ivánovich (1581-1591), que había nacido de su séptimo y último matrimonio. Dado que la Iglesia ortodoxa rusa reconocía solo sus tres primeros casamientos, y los hijos habidos en ellos como legítimos, técnicamente Dmitri (y la familia de su madre) no tenían ningún derecho sobre el trono. Aun así, el Consejo, poco tiempo después del fallecimiento de Iván IV, envió a Dmitri junto con su madre María Nagaya a Úglich a unos 190 kilómetros de Moscú. Dmitri falleció allí al cabo de algunos años, a la edad de 10 años (1591). Vasili Shúiski encabezó una misión oficial para determinar las causas de su muerte, y el veredicto oficial fue que el niño se cortó la garganta durante un ataque epiléptico. La viuda de Iván IV denunció que su hijo había sido asesinado por agentes de Godunov. Nunca se pudo establecer la culpabilidad de Godunov y poco tiempo después la madre de Dmitri fue obligada a tomar los hábitos.

## Regente
El reinado de Teodoro I comenzó con una rebelión en favor del infante zarévich Dmitri, el hijo de la séptima esposa de Iván, María Nagaya, que terminó con el destierro del zarévich y de su madre y familiares, a su infantazgo en Úglich. Con ocasión de la coronación del zar, el 31 de mayo de 1584, Borís obtuvo honores como parte del Consejo de cinco hombres. Con todo, Godunov llevó a cabo el segundo lugar durante el curso de la vida del tío (político) del zar Teodoro I, Nikita Románovich Zajarin-Yúriev (Nikita Románovich), quien, al fallecer el 23 de abril de 1585, lo dejó sin un rival serio.
Una conspiración en su contra por parte de todos los otros boyardos importantes y el metropolitano Dionisio II, que buscaba quebrar el poder de Borís mediante el divorcio del zar de la hermana de Godunov, terminó en el castigo o caída en desgracia de los complotados. Por lo que el poder de Godunov creció hasta ser omnipotente. La dirección de los asuntos del reino pasó completamente a su control que ejerció durante 13 de los 14 años que reinó Teodoro I, relacionándose con los príncipes extranjeros como un par.
Sus políticas fueron por lo general pacíficas, y muy prudentes. En 1590 derrotó a los tártaros, que habían realizado una incursión sobre Moscú, motivo por el cual le fue conferido el título de konyushi (condestable), un título antiguo con mayor dignidad que el de boyardo. En 1595, logró recuperar los pueblos que había capturado Suecia durante el reinado previo. Mantuvo una posición independiente respecto de Turquía, brindando apoyo a una facción antiturca en Crimea, y apoyando al emperador con subsidios en su guerra contra el sultán.
Borís fomentó el comercio de los mercaderes ingleses con Rusia, al eximirlos del pago de impuestos. Civilizó las fronteras del noreste y sudeste de Rusia al construir numerosas ciudades y fortalezas para mantener bajo control a las tribus tártaras y finesas. Entre estos pueblos se encontraban Samara, Sarátov, Vorónezh, Tsaritsyn, y otros poblados más pequeños. También fomentó la recolonización de Siberia, que había salido de la esfera de influencia de Rusia, y ordenó la fundación de numerosos asentamientos, incluido Tobolsk entre otros.
Durante su regencia se constituyó el Patriarcado de Moscú de la Iglesia ortodoxa rusa. El metropolitano Job de Moscú se convirtió en 1589 en el primer Patriarca de Moscú y Toda Rusia. Con ello la Iglesia rusa se convirtió en autocéfala y se emancipó de la influencia del patriarca de Constantinopla. Esta reforma satisfizo las aspiraciones del zar, puesto que Teodoro vivía con un profundo interés todos los asuntos de la Iglesia.
Su reforma interior más importante fue el decreto de 1587 por el que se prohibía a los campesinos romper la relación de servidumbre con un señor para pasarse a otro, de manera que quedaron unidos a la tierra. El objeto de esta ordenanza era asegurar ingresos de los grandes señores, pero esto condujo a la institución de la servidumbre en su forma más opresiva.

## Zar de Rusia
Al morir el zar Teodoro I (7 de enero de 1598) sin dejar descendencia, la ambición y el instinto de supervivencia empujaron a Borís a apoderarse del trono. De no haber tomado dicha iniciativa, es probable que en el mejor de los casos su destino hubiera sido quedar confinado en un monasterio. Su elección fue propuesta por el patriarca Job de Moscú, quien tenía la convicción que Borís poseía las cualidades apropiadas para poder gobernar en medio de las extremas dificultades de la situación existente. Sin embargo, Borís solo aceptó el trono cuando se lo ofreció la Zemsky Sobor, o asamblea nacional, que se reunió el 17 de febrero, y lo eligió por decisión unánime el 21 de febrero. El 1 de septiembre Borís fue coronado zar en una ceremonia solemne.
Durante los primeros años de su reinado gozó de mucha popularidad, gobernó sabiamente y estableció un clima de prosperidad. Borís entendió la necesidad que tenía Rusia de crecer y alcanzar el progreso intelectual existente en Europa, y por ello fomentó numerosas reformas sociales y educativas. Fue el primer zar que importó gran cantidad de maestros extranjeros, el primero en enviar jóvenes rusos a recibir educación en otros países, y el primero en permitir que se construyeran iglesias luteranas en Rusia. Tras ganar la guerra ruso-sueca (1590-1595), vio la necesidad de crear un acuerdo sobre el mar Báltico, e intentó anexionarse Livonia mediante gestiones diplomáticas. Cultivó buenas relaciones con los países escandinavos, con el objetivo de fomentar lazos de sangre con las casas reales de estos, y así aumentar la dignidad de su propia dinastía.

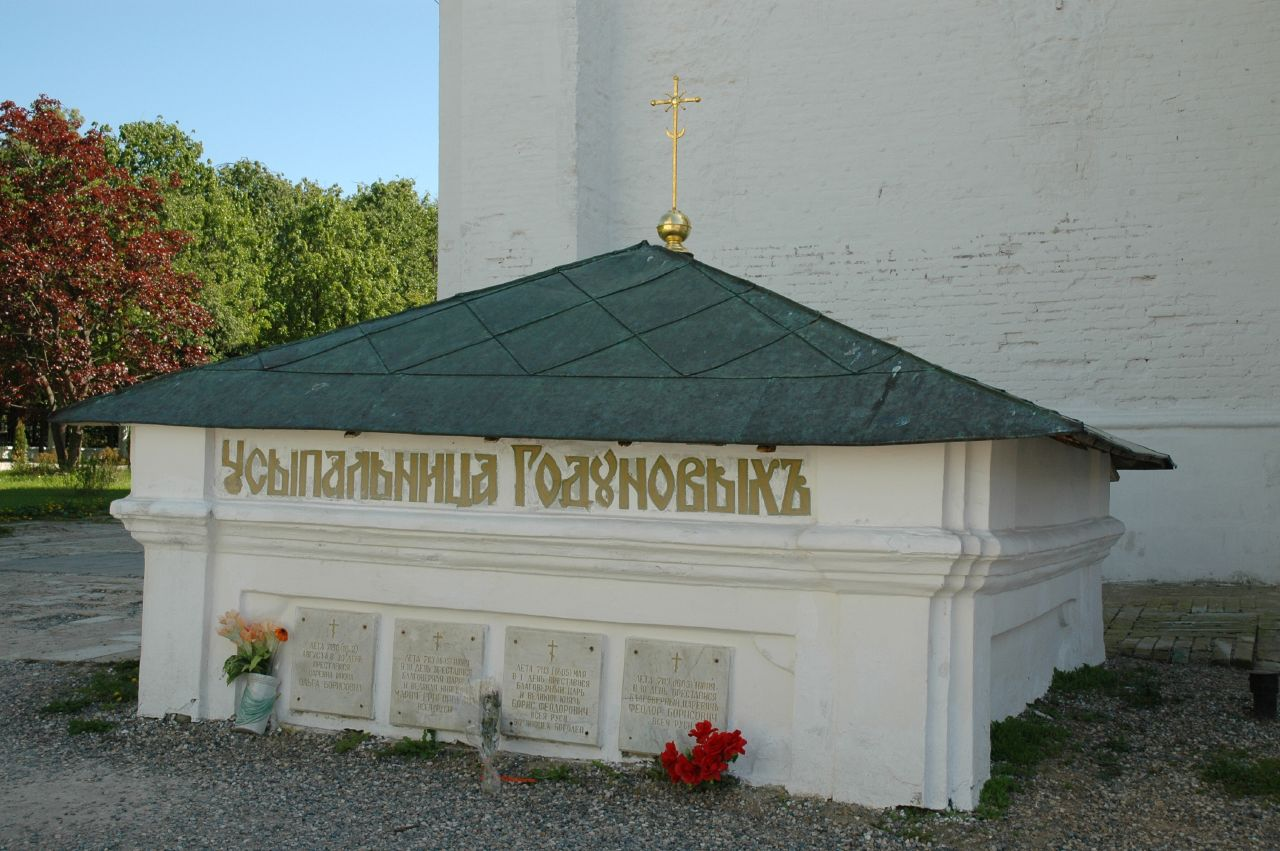
Tumbas de la familia de los Godunov en el Monasterio de la Trinidad y San Sergio de Sérguiev Posad.

Indudablemente Borís fue uno de los más grandes zares de Rusia. Pero sus enormes cualidades se vieron empañadas por su personalidad desconfiada, que hacía que le fuera imposible tratar en forma cordial a aquellos que lo rodeaban. Su miedo a posibles pretendientes al trono lo indujo a prohibir que algunos de los más importantes boyardos contrajeran matrimonio. También promovió la existencia de informantes y persiguió a los sospechosos basado en la supuesta "información" obtenida por dichos medios. La familia Románov sufrió especialmente a causa de este comportamiento. Tampoco aceptó una unión personal que le propuso en 1600 una misión diplomática encabezada por Lew Sapieha de la Mancomunidad de Polonia-Lituania.
Borís falleció el 13 de abril/23 de 1605 a consecuencia de un paro cardíaco, después de una prolongada enfermedad. Su hijo Teodoro II lo sucedió durante unos pocos meses y luego fue asesinado, al igual que su viuda, por enemigos de los Godunov en Moscú el 10 de junio/20 de julio de 1605. Su hijo primogénito Iván había nacido en 1587 y falleció en 1588, y su hija Ksenia, nacida en 1582/1591, fue comprometida con Johann de Schleswig-Holstein, nacido el 9 de julio, de 1583 pero él falleció el 28 de octubre de 1602 poco tiempo antes de anunciar su casamiento y ella murió soltera y enclaustrada el 30 de mayo de 1622 siendo enterrada en el Monasterio de la Trinidad y de San Sergio.